# Maria Teresa Pecanins i Aleix
Maria Teresa Pecanins i Aleix (Barcelona, 21 de juliol de 1930 - Ciutat de Mèxic, 14 d'agost de 2009) fou una pintora, directora artística i galerista d'art mexicana d'origen català.

## Biografia
Era filla de la pintora Montserrat Aleix i germana de les galeristes d'art Anna Maria (1930-2009) i Montserrat (1936), conegudes popularment a Mèxic com Las Pecas. Va estudiar a l'Escola Massana de Barcelona juntament amb la seva germana Anna Maria, on foren deixebles de Miquel Soldevila i Valls. El 1950 va marxar amb la seva família a Mèxic, on el seu pare, Jesús Pecanins i Fàbregas, hi havia estat nomenat per a un càrrec en una empresa industrial. Es va casar amb el propietari de la Galería Tussó, que passà a dirigir en quedar-se vídua. El 1964 va fundar amb les seves germanes la Galeria Pecanins, primer en un immoble de la colonia Juárez, des de 1966 a la Zona Rosa i més tard a la Colònia Roma, amb la idea de recolzar les propostes d'artistes aleshores emergents com Francisco Corzas, Arnold Belkin, Arnaldo Coen, Philip Bragar, Fernando García Ponce, Leonel Góngora, José Muñoz Medina i Maxwell Gordon.
De 1972 a 1976 va obrir amb les seves germanes una sucursal de la Galeria Pecanins a Barcelona, al carrer de la Llibreteria, amb la finalitat de donar a conèixer artistes mexicans a Barcelona i artistes catalans a Mèxic, i que fou freqüentada per artistes llatinoamericans establerts a la ciutat com Gabriel García Márquez, Mario Vargas Llosa, José Donoso i Carlos Fuentes.
Simultàniament també es dedicà a la direcció artística de cinema i en ambientacions de telenovel·les. Fou directora artística a Goitia, un dios para sí mismo (1989) i The Two Way Mirror (1990), i productora a Golpe de Suerte (1992), Novia que te vea (1994), Mujeres insumisas (1995) i Cilantro y perejil (1998), entre d'altres.
En 1992 organitzà amb les seves germanes al Palau Robert de Barcelona l'exposició A Mèxic: homenatge de Catalunya a Mèxic i el 2008 l'exposició Pintores catalanes en México, al Centro Cultural Español de Ciutat de Mèxic, on s'hi exposaren obres de Josep Guinovart, Antoni Tàpies, Joan Miró, Daniel Argimon i Granell, Joan Hernández Pijoan, Josep Bartolí i Guiu, Antoni Peyrí i Macià, Jordi Boldó, Alberto Gironella i Arcadi Artís i Espriu.
Maria Teresa Pecanins va morir a causa d'una aturada respiratòria provocada per un emfisema pulmonar. Uns mesos més tard va morir la seva germana bessona Anna Maria en un accident de cotxe. Un any més tard tancaria la Galeria Pecanins.